# يزيد منصوري
يزيد منصوري (بالفرنسية: Yazid Mansouri) من مواليد (25 فبراير 1978) هو لاعب كرة قدم جزائري. يلعب مع منتخب الجزائر لكرة القدم، انضم إلى نادي السيلية القطري قادما من نادي لوريان الفرنسي. وهو أب لثلاثة أطفال.

## مسيرته الكروية
- إنه قائد المنتخب الجزائري يزيد منصوري، ولد بفرنسا يوم 25 فبراير من عام 1978، يبلغ طول اللاعب 175 سنتيمترا ويزن 69 كيلوغراما لعب في الفئات الصغرى للنادي الفرنسي لوهافر ما بين 1995 و1997، ثم التحق بالنادي الأول للوهافر عام 1997 الذي لعب لهم 134 مباراة وسجل لهم هدفين خلال ست سنوات لتنتهي مسيرته مع هذا الفريق بانتقاله إلى إنجلترا سنة 2003 ولعبه مع نادي كوفنتري سيتي، وقد لعب لهذا الفريق أربعة عشرة مباراة دون أن يسجل أي هدف في سنة واحدة، ثم انتقل اللاعب الجزائري إلى صفوف نادي شاتورو الفرنسي الذي لعب به سنتين سجل خلالهما هدفين في 63 مباراة، لينتقل بعد ذلك لنادي لوريان في 2006 والذي لعب معهم 112مباراة سجل خلالها هدفا واحدا لينتقل بعد ذلك إلى نادي السيلية القطري...
- أستدعي يزيد منصوري في قائمة المنتخب الجزائري الأول سنة 2001 لخوض مباراة ودية ضد فرنسا في باريس، وقد لعب مع الخضر في كأس أمم إفريقيا لعام 2002 وعام 2004 و2010 وتوجّها بالمشاركة بكأس العالم 2010، وأعتزل اللعب دوليا بعدها، وخاض 64 مباراة مع المنتخب الجزائري خلال تسع سنوات دون تسجيل أي هدف ليعتبر بذلك الأكثر مشاركة في المنتخب الجزائري.[2][3][4][5]

## روابط خارجية
- يزيد منصوري على موقع الاتحاد الدولي (مؤرشف)  (الإنجليزية)
- يزيد منصوري على موقع قاعدة بيانات كرة القدم.إي يو (الإنجليزية)
- يزيد منصوري على موقع ناشيونال فوتبول تيمز (الإنجليزية)
- يزيد منصوري على موقع كووورة